# Flaxen, Närke
Flaxen är en sjö i Askersunds kommun i Närke och ingår i Motala ströms huvudavrinningsområde. Sjön har en area på 0,0493 kvadratkilometer och ligger 127,6 meter över havet. Sjön avvattnas av vattendraget Emmaån (Boverkeån).

## Delavrinningsområde
Flaxen ingår i det delavrinningsområde (652166-146365) som SMHI kallar för Inloppet i Skeppsjön. Medelhöjden är 134 meter över havet och ytan är 5,29 kvadratkilometer. Det finns ett avrinningsområde uppströms, och räknas det in blir den ackumulerade arean 13,64 kvadratkilometer. Emmaån (Boverkeån) som avvattnar avrinningsområdet har biflödesordning 3, vilket innebär att vattnet flödar genom totalt 3 vattendrag innan det når havet efter 102 kilometer. Avrinningsområdet består mestadels av skog (65 procent) och sankmarker (30 procent). Avrinningsområdet har 0,05 kvadratkilometer vattenytor vilket ger det en sjöprocent på 0,9 procent.